# 대화초등학교 (강원)
대화초등학교는 대한민국 강원특별자치도 평창군에 있는 공립 초등학교이다.

## 학교 연혁
- 1920년 10월 8일 대화공립보통학교 개교
- 1938년 4월 1일 대화공립심상소학교로 개칭
- 1941년 4월 1일 대화공립국민학교로 개칭
- 1981년 3월 1일 병설유치원 1학급 개원
- 1996년 3월 1일 대화초등학교로 개칭
- 1999년 3월 1일 개수분교장 문닫음(본교로 통합)
- 2011년 9월 1일 메밀꽃유치원으로 통합

## 참고 자료
- 대화초등학교 - 한국교육학술정보원 학교알리미